# Marcel Delaître
Pour les articles homonymes, voir Delaitre.
Marcel Georges Charles Delaître né le 25 janvier 1888 à Paris 7e et mort le 21 avril 1963 à Paris 14e, est un acteur français.

## Biographie
Marcel Delaître repose au cimetière de Saint-Rémy-lès-Chevreuse (Yvelines).

## Filmographie
- 1919 : Travail de Henri Pouctal : (Lange)
- 1921 : Un drame sous Napoléon de Gérard Bourgeois.
- 1926 : Belphégor de Henri Desfontaines
- 1927 : Poker d'as de Henri Desfontaines
- 1931 : Cœur de lilas de Anatol Litvak: (M. Darny)
- 1931 : Paris Béguin de Augusto Genina : (Un inspecteur)
- 1931 : Cœurs joyeux de Hanns Schwarz et Max de Vaucorbeil
- 1932 : Les Croix de bois de Raymond Bernard : (Le sergent Berthier)
- 1932 : Amour... amour... de Robert Bibal : (Labrousse)
- 1933 : Les Bleus du ciel de Henri Decoin : (Anthonin Rémy)
- 1933 : La Rue sans nom de Pierre Chenal : (Johannieu)
- 1934 : Poliche de Abel Gance : (Prosper Méreuil)
- 1934 : Crime et Châtiment de Pierre Chenal : (Marmeladoy)
- 1935 : Aux jardins de Murcie de Max Joly et Marcel Gras : (Domingo)
- 1935 : Le Roman d'un jeune homme pauvre de Abel Gance : (Laroque)
- 1935 : Napoléon Bonaparte de Abel Gance : (Capucine)
- 1936 : Jeunes Filles de Paris de Claude Vermorel : (Maubert)
- 1937 : Abus de confiance de Henri Decoin
- 1937 : J'accuse de Abel Gance : (François laurin)
- 1937 : Le Puritain de Jeff Musso : (Le prètre)
- 1938 : Prisons de femmes de Roger Richebé : (Le commissaire de police)
- 1938 : Retour à l'aube de Henri Decoin : (Le commissaire)
- 1939 : Pour le maillot jaune de Jean Stelli : (Le directeur du tour)
- 1939 : Quartier sans soleil de Dimitri Kirsanoff
- 1939 : Rappel immédiat de Léon Mathot : (Le réserviste)
- 1940 : Paradis perdu de Abel Gance : (Le capitaine)
- 1941 : L'Étrange Suzy de Pierre-Jean Ducis
- 1941 : La Belle Vie - court métrage - de Robert Bibal
- 1942 : Pontcarral, colonel d'Empire de Jean Delannoy : (Austerlitz)
- 1943 : Adémaï bandit d'honneur de Gilles Grangier
- 1943 : Le Corbeau de Henri-Georges Clouzot : (Le dominicain)
- 1943 : L'Homme de Londres de Henri Decoin : (Léon)
- 1943 : Premier de cordée de Louis Daquin : (Ravanat, dit "Le Rouge")
- 1943 : Le Val d'enfer de Maurice Tourneur : (Le juge d'instruction)
- 1944 : Farandole de André Zwobada
- 1944 : Le Père Goriot de Robert Vernay : (Le policier)
- 1945 : L'Affaire du collier de la reine de Marcel l'Herbier : (Maître Target, l'avocat de Rohan)
- 1945 : L'Invité de la onzième heure de Maurice Cloche : (M. Sulnac)
- 1945 : Mission spéciale de Maurice de Canonge : (Le colonel Kleider)
- 1945 : Nuits d'alerte de Léon Mathot : (M. Morizot)
- 1945 : Raboliot de Jacques Daroy : (Volat)
- 1946 : Histoire de chanter de Gilles Grangier : (Doniol)
- 1946 : La Maison sous la mer de Henri Calef : (Kappel)
- 1947 : Les Trafiquants de la mer de Willy Rozier : (Moreau)
- 1947 : Le Village perdu de Christian Stengel : (Rondelot)
- 1948 : Rocambole de Jacques de Baroncelli (1re époque) : (Le docteur Blanche)
- 1948  : La Revanche de Baccarat de Jacques de Baroncelli (2e époque) : (Le docteur Blanche)
- 1948 : Le Père tranquille de René Clément : (M. Charrat)
- 1948 : Le Secret de Monte-Cristo de Albert Valentin
- 1949 : Du Guesclin de Bernard de Latour : (Jean Chandos)
- 1949 : Amédée de Gilles Grangier : (Un inspecteur)
- 1949 : Dieu a besoin des hommes de Jean Delannoy : (M. Kerneis)
- 1949 : Au p'tit zouave de Gilles Grangier : (Un inspecteur)
- 1949 : Drame au Vel'd'Hiv' de Maurice Cam : (Un inspecteur)
- 1949 : Le Roi de Marc-Gilbert Sauvajon : (Le comte Martin)
- 1950 : Le Bagnard de Willy Rozier : (Le médecin)
- 1950 : Le Clochard milliardaire de Léopold Gomez - (Le commissaire de police)
- 1950 : Mammy de Jean Stelli : (Un acolyte de Maurice)
- 1950 : Maria du bout du monde de Jean Stelli : ("Va-Tout-Seul")
- 1950 : Les femmes sont folles de Gilles Grangier
- 1950 : La Légende de la terre blanche - court métrage - de Henri Verneuil
- 1951 : Seuls au monde de René Chanas : (M. Maillard)
- 1951 : Éternel espoir de Max Joly
- 1951 : Deux sous de violettes de Jean Anouilh
- 1952 : Ouvert contre X de Richard Pottier : (Le commissaire)
- 1952 : La Fugue de monsieur Perle de Pierre Gaspard-Huit : (Le bistrot de Romainville)
- 1953 : Quand tu liras cette lettre de Jean-Pierre Melville : (Le grand-père)
- 1953 : Jeunes Mariés, de Gilles Grangier : (Le photographe)
- 1954 : Le Comte de Monte-Cristo de Robert Vernay : (Le geôlier), dans la première époque : "La trahison"
- 1959 : En votre âme et conscience, épisode : Le Secret de Charles Rousseau de Jean Prat
- 1960 : La Vérité de Henri-Georges Clouzot : (Un journaliste)

## Théâtre
- 1914 : Le Bourgeois aux champs d'Eugène Brieux, Théâtre de l'Odéon
- 1921 : Le Dieu d'argile d'Édouard Schneider, Théâtre Antoine
- 1922 : L'Insoumise de Pierre Frondaie, Théâtre Antoine
- 1922 : Martine de Jean-Jacques Bernard, mise en scène Gaston Baty, Théâtre des Mathurins
- 1922 : Locus solus d'après Raymond Roussel, mise en scène Pierre Frondaie, Théâtre Antoine
- 1923 : Martine de Jean-Jacques Bernard, mise en scène Gaston Baty, Baraque de la Chimère (Saint-Germain-en-Laye
- 1923 : Je veux revoir ma Normandie de Lucien Besnard, mise en scène Gaston Baty, Baraque de la Chimère Saint-Germain-en-Laye
- 1923 : Nocturne basque de Charles Esquier et Paul Desachy, Théâtre des Deux Masques
- 1925 : La Cavalière Elsa de Paul Demasy d'après Pierre Mac Orlan, mise en scène Gaston Baty, Studio des Champs-Elysées
- 1925 : Martine de Jean-Jacques Bernard, mise en scène Gaston Baty, Studio des Champs-Élysées
- 1933 : Crime et Châtiment d'après Fiodor Dostoïevski, mise en scène Gaston Baty, Théâtre Montparnasse
- 1937 : Jeux dangereux d'Henri Decoin, mise en scène Alfred Pasquali, Théâtre de la Madeleine
- 1942 : Mégarée de Maurice Druon, mise en scène Samson Fainsilber, Théâtre de Monte-Carlo (Monaco)
- 1957 : La Mouche bleue de Marcel Aymé, mise en scène Claude Sainval, Comédie des Champs-Élysées